# Steinen
Steinen es una comuna suiza del cantón de Schwyz, localizada en el distrito de Schwyz. Limita al norte con la comuna de Sattel, al este con Schwyz, al sur con Lauerz, y al oeste con Arth y Steinerberg.

## Transportes
Ferrocarril
En la estación ferroviaria de la comuna efectúan parada trenes de cercanías de la red S-Bahn Lucerna/Zug.